# Феллеги, Тамаш
Тамаш Ласло Феллеги  (Будапешт, 7 января 1956 года) — венгерский юрист, политолог, бизнесмен, министр национального развития (2010–2011) второго правительства Виктора Орбана. В 1996—2000 гг. исполнительный директор Magyar Telekom.

## Образование, научная карьера
В 1974 году окончил гимназию им. Агоштона Трефорта. В 1976 году поступил в Будапештский университет на факультет права и политических наук). Защитил диплом в 1981 году. В 1985 году стипендиат Гарвардского университета.
После получения диплома юриста работает научным сотрудником Института общественных наук (сегодня: Институт политических наук при Венгерской академии наук. В то же время работает младшим преподавателем юридического факультета. В 1983—1987 гг. один из основателей и преподавателей Колледжа общественных наук, который сегодня носит имя Иштвана Бибо, известного венгерского общественного деятеля. В 1988 году в стенах этого учебного заведения был создан Фидес (Союз молодых демократов). Феллеги Тамаш является основателем и сотрудником журнала Сазадвег (Конец века).
В 1987 году вернулся в Соединенные Штаты, где он учился и работал в Коннектикутском университете. Окончил Graduate School, получил степень кандидата политических наук. В течение одного года работал научным исследователем в Рочестере. Летом 1988 года в Нью-Йоркском New School читал серию лекций об общественных движениях Восточной Европы. В 1993 году из Соединенных Штатов вернулся на родину. До 1997 года в качестве доцента работал преподавателем на кафедре политологии факультета права и политических наук Будапештского университета и внештатным преподавателем Политической школы Сазадвег.
Области исследований: общественные науки, политические науки (сравнительная политика, американская политика, публичная политика).

## Деловая карьера
1995—1996 — исполнительный директор ООО Euroatlantic, который занимался коммуникационной и политической консультацией.
1996—2000 — отраслевой директор Magyar Telekom. В дальнейшем стал заместителем генерального директора, был ответственным за связи между телекоммуникационной компанией и правительством, а также за регулирующую деятельность.
С лета 2000 года генеральный директор АО EuroAtlantic.
Осень 2007—январь 2009 — исполнительный директор Kapsch Telematic Services.
В 2009 году создал предприятие ЗАО Infocenter.hu. Был исполнительным директором и основным акционером. (Феллеги Тамаш и DEFAP Enterprises обладали соответственно 52 и 48 % предприятия). При этом ЗАО Infocenter.hu является 100-процентным собственником издательства Хети Валас (Heti Válasz) и Ланцхид Радио (Lánchíd Rádió), владеет меньшей долей всевенгерской коммерческой радиостанции Class FM.
22 апреля 2010 года продал всю свою часть собственности, которой владел в ЗАО Infocenter.hu.

## Политическая карьера
Уже в ходе выборов 1990 года сопровождая Виктора Орбана участвовал в избирательной кампании Фидес.
1993–1994 гг. политический советник председателя Фидес и исполнительный директор Фонда DAC — Democracy After Communism.
3 мая 2010 года в новом правительстве Виктора Орбана был назначен министром развития. На этой должности отвечает за управление государственной собственностью, информационную коммуникацию, проекты, которые реализуются за счет внутренних и поступающих из Европейского Союза капиталов. 29 мая принял присягу министра.
С 12 июля уполномоченный правительства — ответственный за венгеро-российское экономическое сотрудничество, сопредседатель венгеро-российской межправительственной комиссии по экономическому сотрудничеству.

## Семейная жизнь
Женат, жена Сокольски Агнеш, психолог. Имеют двух сыновей.